# Kokkedal
 For alternative betydninger, se Kokkedal (flertydig). (Se også artikler, som begynder med Kokkedal)
Kokkedal er en by beliggende i både Fredensborg Kommune og Hørsholm Kommune med 10.328 indbyggere  (2025). Kokkedal er beliggende mellem Helsingørmotorvejen og Øresund 12 kilometer nord for Hellerup og 20 kilometer syd for Helsingør. Kystbanen passerer gennem Gl. Kokkedal, hvor toget stopper ved Kokkedal Station.
Kokkedal har fået sit bynavn fra det nærtliggende Kokkedal Slot.

## Historie
I 1897 anlagdes Kystbanen. Skønt der blev oprettet et stoppested ved Kokkedal skete der i første omgang næsten ingen bebyggelse. Endnu i 1947 omfattede bebyggelsen ved stationen ikke mere end en håndfuld huse. Efter krigen var hovedstaden imidlertid fortsat voksende, og det var kun en spørgsmål om tid, hvornår den ville nå Kokkedal. For at sikre, at udbygningen skete på en hensigtsmæssig måde, blev der nedsat et såkaldt byudviklingsudvalg for Københavnsegnen, men i første omgang omfattede byudviklingsplanerne ikke Kokkedal.
Forholdene for en udbygning var vanskelige: stationen lå på grænsen mellem Hørsholm Kommune mod syd og Karlebo Kommune mod nord. Jorden nord for stationen på begge sider af banen tilhørte gården Jellerød, men vest for banen kun til Usserød Å. Hinsides denne hørte jorden under landsbyen Brønsholm. Jorden sydøst for stationen hørte under Kokkedal Slot, og jorden sydvest for stationen under Usserød.
I Hørsholm Kommune, det vil sige syd for stationen, var der oprindeligt intet ønske om en bymæssig bebyggelse. Anderledes i Karlebo Kommune. I årene fra 1945-56 skete mindre udstykninger til dels med statslån. I 1969 var hele den sydvestlige del af Jellerøds jorder udstykket til villaer både øst og vest for banen. De forbindende vejforhold var ikke gode, og nogen heldig løsning blev ikke skabt i tide. I den partielle udviklingsplan nr 4 fra 1960, hvor udbygning ved Kokkedal station blev fastlagt, var det forudset, at jernbanen skulle være den primære trafikbetjening. En ny byudviklingsplan fra 1966 forudsatte byudvikling for stort set hele den daværende Hørsholm Kommune bortset fra Kokkedal gods og de grønne områder syd for byen, det vil sige en sammenbygning af Hørsholm og Kokkedal vest for Kystbanen. De nordvestlige dele var forudset anvendt til erhverv, resten til åben lav, tæt-lav eller etageboliger.
Efter kommunalreformen i 1970 og den dertil knyttede kommuneplanlægning skete der i de følgende år en hurtig udbygning af Kokkedal. Byen voksede nærmest eksplosionsagtigt og områdevis på en nærmest kaotisk måde. Det nye byområdes center kom ikke til at ligge ved stationen men i byområdets sydvestlig hjørne nær Kongevejen, hvor et nyt rådhus blev opført nær et fabriksområde. Nord herfor udlagdes store villaområder uden egentlige friarealer men med centralt placerede skoler. Øst herfor anlagdes etageboliger ned mod Usserød Å. Øst for banen blev de resterende dele af Jellerød gårds jorder udstykkede til villaer og tæt-lav boligbebyggelse og uden, at en tilfredsstillende løsning af trafikeringsproblemerne blev fundet.
Den massive udbygning af Kokkedal medførte, at Hovedstadsrådet i Regionplanredegørelse 1989/3 for det åbne land udpegede hele området nord for byen til Nivå som kystkile og regionalt udflugtsområde. Området ved Nivå Bugt var blevet fredet i 1950 og store dele af Kokkedal slots jorder i 1977, og området mellem Nivå og Kokkedal blev fredet i 1988.
En sag om et fælles juletræ i den almennyttige boligforening Egedalsvænge i Kokkedal blev et nationalt samtaleemne op mod jul 2012.